# Povijest Hercegovine
Povijest Hercegovine seže od dolaska Slavena do danas.

## Predslavenska povijest
Vidi: Iliri
Narod koji je naseljavao Hercegovinu prije dolaska Slavena bili su Iliri. Pretpostavlja se da su na ova područja došli oko 2000. god. pr. Kr. Rimljani osvaja ovo područje u 1. st., kao dio Illyricuma i uključuje ga u svoju pokrajinu Dalmaciju. 

## Srednji vijek
S dolaskom Slavena zapadna Hercegovina je pod hrvatskim narodnim vladarima, dok se u istočnoj Hercegovina formiraju malene kneževine Travunja i Zahumlje (Humska zemlja). 

Granice znaju flukturirati, a malene kneževine, skupa s Dukljom varirati u svom geopolitičkom statusu, od podložnosti Bizantu, Srbiji, Hrvatskoj, pa čak i kratkotrajnim razdobljima bugarske vlasti.

Od 14. stoljeća, doba jačanja srednjovjekovne Bosne, područje se povezuje i s banovinom, a kasnije i kraljevinom u Bosni.

U 15. stoljeću većinu posjeda malih kneževina, kao i hrvatski župa zapadno od Neretve, pod svojom vlašću objedinjuje Stjepan Vukčić Kosača, koji 1448. uzima titulu Hercega (vojvode) i tu stvara de facto neovisnu državu.
Međutim nakon pada Bosne pod Osmanlije, Osmanlije ubrzo napadaju i njegovu državu, te ju osvajaju do 1482.

## Osmansko razdoblje
Osmanlije su bili prvi koji su počeli rabiti naziv Hercegovina za ovo područje. Bosanski beg Isa-beg Isaković naziv Hercegovina spomenuo je u pismu iz 1454. U ranija vremena Hercegovina je nazivana i Vojvodstvo sv. Save.
Neslužbeni glavni grad Hercegovine, Mostar, prvi put je spomenut 1452. Samo nekoliko godina kasnije, ovo područje napale su Osmanlije, a konačno je palo pod njihovu vlast 1466. Baš u vrijeme vladavine Osmanlija, grad Mostar je dobio na važnosti. Uskoro je posttao kadiluk, a od 1522. bio je središte Hercegovačkog pašaluka. Do kasnog 16. stoljeća priključen je u veći Bosanski pašaluk. 
Opsada Krete, koja je trajala od 1645. do 1669., štetila je Hercegovini, pošto su se Mletačka Republika i Osmansko Carstvo borili za prevlast u Dalmaciji.
Kao ishod Mira u Srijemskim Karlovcima potpisanog 1699., Osmanlije su dobile izlaz na Jadransko more kroz obalno područje Neum-Klek. Dubrovačka Republika se tako odvojila od mletačkog utjecaja. Osmanlije su izvukle korist iz ovoga uzimajući sol iz regije. 
Kao ishod Velikog bosanskog ustanka, Hercegovina je isključena iz Bosanskog pašaluka 1833. i pretvorena je u novi Hercegovački pašaluk kojim je vladao nezavisni vezir Ali-paša Rizvanbegović. Nakon njegove smrti 1851., pašaluk je ponovno spojen s Bosanskim pašalukom i tako je činio novi Bosanskohercegovački pašaluk. To je prvi put da regija dobije naziv Bosna i Hercegovina, a naziv je u uporabi i danas.  
Godine 1852., u Hercegovinu dolaze i franjevci. Oni ubrzo osnivaju franjevačku provinciju Uznesenja Blažene Djevice Marije, godine 1892.
U kasnom razdoblju osmanske vladavine, potlačeni Hrvati i Srbi na čelu s don Ivanom Musićem dižu Hercegovački ustanak s kojim je počeo niz ratova protiv Osmanlija. Ustanak je dignut zbog visokog poreza.

## Austrougarsko razdoblje
Kao ishod Berlinskog kongresa, Osmansko Carstvo predalo je Bosnu i Hercegovinu Austro-Ugarskoj. Godine 1878. austrougarska vojska je okupirala ovo područje. Hrvatski generali Josip Filipović i Stjepan Jovanović vodili su invaziju. Vojska Stjepana Jovanovića uzela je Hercegovinu, dok su Filipovićevi vojnici iz Slavonije uzeli Bosnu. 
Rimokatolička Crkva je uvedena u BiH, pošto su Osmanlije otišle iz zemlje. Crkve u Hercegovini podređene su Mostarsko-duvanjskoj biskupiji i Trebinjskoj biskupiji. Godine 1890. Trebinjska biskupija pripojena je Mostarsko-duvanjskoj. Franjevci su osnovali i prvo sveučilište u Mostaru 1895.

## Međuratno razdoblje i Drugi svjetski rat
Tijekom Drugog svjetskog rata Hercegovina je bila u sastavu Nezavisne Države Hrvatske, a bila je podijeljena na dvije župe, Hum i Dubravu.

## Rat u Bosni i Hercegovini
U vrijeme Rata u Bosni i Hercegovini, većinski dijelovi Hercegovine postali su dijelom Hrvatske Republike Herceg-Bosne (koja je kasnije potpala pod Federaciju BiH), dok je Istočna Hercegovina potpala pod Republiku Srpsku.